# Prefectures del Japó
Les prefectures (都道府県 Todōfuken) són les 47 jurisdiccions territorials que conformen el Japó, com a divisions administratives de primer nivell. Són 43 prefectures rurals (県 ken), dues prefectures urbanes (府 fu, Osaka i Kyoto), un "circuit" o "província" (道 dō, Hokkaido) i una metròpoli, (都 to), Tòquio).
Aquesta divisió va ser establerta pel govern Meiji el 1868 i va substituir els han amb administradors rurals i urbans en les parts del país que havia controlat directament el shogunat Tokugawa. Tot i que inicialment foren creades unes 300 prefectures, aquest nombre va anar disminuint fins a un total de 47 l'any 1888. La Llei del Govern Local del 1947 atorgà més poder polític a les prefectures i les proveí de la capacitat d'escollir governadors mitjançant eleccions locals.
Cada prefectura se subdivideix en ciutats (市 shi), viles (町 chō), i districtes rurals (郡 gun). Algunes prefectures tenen, a més, delegacions (支庁 shichō) que duen a terme funcions administratives de la prefectura fora de la capital. A Hokkaido, aquestes delegacions s'anomenen subprefectures.

## Llista de prefectures
| Prefectura | Japonès  | Capital    | Regió    | Illa     | Població ¹ | Àrea ²    | Dens. 3 | Distr. | Municip. | ISO 3166-2 |
| ---------- | -------- | ---------- | -------- | -------- | ---------- | --------- | ------- | ------ | -------- | ---------- |
| Aichi      | 愛知県   | Nagoya     | Chubu    | Honshu   | 7.043.235  | 5.153,81  | 1.366   | 15     | 88       | JP-23      |
| Akita      | 秋田県   | Akita      | Tohoku   | Honshu   | 1.189.215  | 11.612,11 | 102     | 9      | 69       | JP-05      |
| Aomori     | 青森県   | Aomori     | Tohoku   | Honshu   | 1.475.635  | 9.606,26  | 154     | 8      | 67       | JP-02      |
| Chiba      | 千葉県   | Chiba      | Kanto    | Honshu   | 5.926.349  | 5.156,15  | 1.149   | 9      | 80       | JP-12      |
| Ehime      | 愛媛県   | Matsuyama  | Shikoku  | Shikoku  | 1.493.126  | 5.676,44  | 263     | 11     | 70       | JP-38      |
| Fukui      | 福井県   | Fukui      | Chubu    | Honshu   | 828.960    | 4.188,76  | 198     | 10     | 35       | JP-18      |
| Fukuoka    | 福岡県   | Fukuoka    | Kyushu   | Kyushu   | 5.015.666  | 4.971,01  | 1.009   | 17     | 97       | JP-40      |
| Fukushima  | 福島県   | Fukushima  | Tohoku   | Honshu   | 2.126.998  | 13.782,54 | 154     | 15     | 90       | JP-07      |
| Gifu       | 岐阜県   | Gifu       | Chubu    | Honshu   | 2.107.687  | 10.598,18 | 199     | 17     | 99       | JP-21      |
| Gunma      | 群馬県   | Maebashi   | Kanto    | Honshu   | 2.024.820  | 6.363,16  | 318     | 12     | 70       | JP-10      |
| Hiroshima  | 広島県   | Hiroshima  | Chugoku  | Honshu   | 2.878.949  | 8.476,95  | 340     | 15     | 86       | JP-34      |
| Hokkaido   | 北海道   | Sapporo    | Hokkaido | Hokkaido | 5.682.950  | 83.452,47 | 68      | 66     | 212      | JP-01      |
| Hyogo      | 兵庫県   | Kobe       | Kinki    | Honshu   | 5.550.742  | 8.392,42  | 661     | 19     | 88       | JP-28      |
| Ibaraki    | 茨城県   | Mito       | Kanto    | Honshu   | 2.985.424  | 6.095,62  | 490     | 14     | 84       | JP-08      |
| Ishikawa   | 石川県   | Kanazawa   | Chubu    | Honshu   | 1.180.935  | 4.185,32  | 282     | 8      | 41       | JP-17      |
| Iwate      | 岩手県   | Morioka    | Tohoku   | Honshu   | 1.416.198  | 15.278,51 | 93      | 12     | 59       | JP-03      |
| Kagawa     | 香川県   | Takamatsu  | Shikoku  | Shikoku  | 1.022.843  | 1.861,70  | 549     | 7      | 43       | JP-37      |
| Kagoshima  | 鹿児島県 | Kagoshima  | Kyushu   | Kyushu   | 1.786.214  | 9.132,42  | 196     | 12     | 96       | JP-46      |
| Kanagawa   | 神奈川県 | Yokohama   | Kanto    | Honshu   | 8.489.932  | 2.415,42  | 3.515   | 7      | 37       | JP-14      |
| Kōchi      | 高知県   | Kōchi      | Shikoku  | Shikoku  | 813.980    | 7.104,70  | 115     | 7      | 53       | JP-39      |
| Kumamoto   | 熊本県   | Kumamoto   | Kyushu   | Kyushu   | 1.859.451  | 6.908,45  | 269     | 11     | 94       | JP-43      |
| Kyoto      | 京都府   | Kyoto      | Kinki    | Honshu   | 2.644.331  | 4.612,93  | 573     | 12     | 44       | JP-26      |
| Mie        | 三重県   | Tsu        | Kinki    | Honshu   | 1.857.365  | 5.760,72  | 322     | 14     | 69       | JP-24      |
| Miyagi     | 宮城県   | Sendai     | Tohoku   | Honshu   | 2.365.204  | 6.861,51  | 325     | 15     | 71       | JP-04      |
| Miyazaki   | 宮崎県   | Miyazaki   | Kyushu   | Kyushu   | 1.170.023  | 6.684,67  | 175     | 8      | 44       | JP-45      |
| Nagano     | 長野県   | Nagano     | Chubu    | Honshu   | 2.214.409  | 12.598,48 | 163     | 16     | 120      | JP-20      |
| Nagasaki   | 長崎県   | Nagasaki   | Kyushu   | Kyushu   | 1.516.536  | 4.092,80  | 371     | 9      | 79       | JP-42      |
| Nara       | 奈良県   | Nara       | Kinki    | Honshu   | 1.442.862  | 3.691,09  | 391     | 8      | 47       | JP-29      |
| Niigata    | 新潟県   | Niigata    | Chubu    | Honshu   | 2.475.724  | 12.582,37 | 197     | 16     | 111      | JP-15      |
| Oita       | 大分県   | Oita       | Kyushu   | Kyushu   | 1.221.128  | 5.804,24  | 210     | 12     | 58       | JP-44      |
| Okayama    | 岡山県   | Okayama    | Chugoku  | Honshu   | 1.950.656  | 7.008,63  | 278     | 18     | 78       | JP-33      |
| Okinawa    | 沖縄県   | Naha       | Kyushu   | Okinawa  | 1.318.281  | 2.271,30  | 580     | 5      | 53       | JP-47      |
| Osaka      | 大阪府   | Osaka      | Kinki    | Honshu   | 8.804.806  | 1.893,18  | 4.652   | 5      | 44       | JP-27      |
| Saga       | 佐賀県   | Saga       | Kyushu   | Kyushu   | 876.664    | 2.439,23  | 359     | 8      | 49       | JP-41      |
| Saitama    | 埼玉県   | Saitama    | Kanto    | Honshu   | 6.938.004  | 3.767,09  | 1.827   | 9      | 90       | JP-11      |
| Shiga      | 滋賀県   | Otsu       | Kinki    | Honshu   | 1.342.811  | 4.017,36  | 334     | 11     | 50       | JP-25      |
| Shimane    | 島根県   | Matsue     | Chugoku  | Honshu   | 761.499    | 6.707,32  | 114     | 12     | 59       | JP-32      |
| Shizuoka   | 静岡県   | Shizuoka   | Chubu    | Honshu   | 3.767.427  | 7.328,61  | 484     | 12     | 74       | JP-22      |
| Tochigi    | 栃木県   | Utsunomiya | Kanto    | Honshu   | 2.004.787  | 6.408,28  | 313     | 7      | 49       | JP-09      |
| Tokushima  | 徳島県   | Tokushima  | Shikoku  | Shikoku  | 823.997    | 4.145,26  | 199     | 10     | 50       | JP-36      |
| Tòquio     | 東京都   | Shinjuku   | Kanto    | Honshu   | 12.059.237 | 2.187,08  | 5.514   | 1      | 39       | JP-13      |
| Tottori    | 鳥取県   | Tottori    | Chugoku  | Honshu   | 613.229    | 3.507,19  | 175     | 6      | 39       | JP-31      |
| Toyama     | 富山県   | Toyama     | Chubu    | Honshu   | 1.120.843  | 4.247,22  | 264     | 7      | 35       | JP-16      |
| Wakayama   | 和歌山県 | Wakayama   | Kinki    | Honshu   | 1.069.839  | 4.725,55  | 226     | 7      | 50       | JP-30      |
| Yamagata   | 山形県   | Yamagata   | Tohoku   | Honshu   | 1.244.040  | 9.323,34  | 133     | 9      | 44       | JP-06      |
| Yamaguchi  | 山口県   | Yamaguchi  | Chugoku  | Honshu   | 1.528.107  | 6.110,76  | 250     | 11     | 56       | JP-35      |
| Yamanashi  | 山梨県   | Kofu       | Chubu    | Honshu   | 888.170    | 4.465,37  | 199     | 8      | 64       | JP-19      |

Notes: ¹ 2000. ² km². 3 per km²